# Uebelmannia
Uebelmannia Buining – rodzaj sukulentów z rodziny kaktusowatych (Cactaceae). Przedstawiciele występują w północno-wschodniej Brazylii (Minas Gerais). Gatunkiem typowym rodzaju jest Uebelmannia gummifera.

## Systematyka
Rodzaj został opisany w 1967 r. przez Alberta F.H. Buininga. Nazwany został na cześć Wernera J. Uebelmanna (1921-2014).
Pozycja systematyczna według APweb (aktualizowany system APG III z 2009)
Należy do rodziny kaktusowatych (Cactaceae) Juss., która jest jednym z kladów w obrębie rzędu goździkowców (Caryophyllales)  i klasy roślin okrytonasiennych. W obrębie kaktusowatych należy do plemienia Cereae, podrodziny Cacteoideae.
Pozycja w systemie Reveala (1993-1999)
Gromada okrytonasienne (Magnoliophyta Cronquist), podgromada Magnoliophytina Frohne & U. Jensen ex Reveal, klasa Rosopsida Batsch, podklasa goździkowe (Caryophyllidae Takht.), nadrząd  Caryophyllanae Takht.,  rząd goździkowce (Caryophyllales Perleb), podrząd Cactineae Bessey in C.K. Adams, rodzina kaktusowate (Cactaceae Juss.), rodzaj Uebelmannia Buining.
Gatunki
- Uebelmannia buiningii Donald
- Uebelmannia gummifera (Backeb. & Voll) Buining
- Uebelmannia pectinifera Buining

## Zagrożenia
Wszystkie trzy gatunki wpisane zostały przez IUCN do Czerwonej księgi gatunków zagrożonych, przy czym Uebelmannia buiningii jako krytycznie zagrożony (kategoria zagrożenia CR). Liczebność populacji tych gatunków maleje, z powodu zajmowania siedlisk pod uprawę, nadmiernego pozyskiwania okazów i pożarów. Gatunki z tego rodzaju są objęte konwencją CITES (załącznik I).